# Саїманга довгохвоста

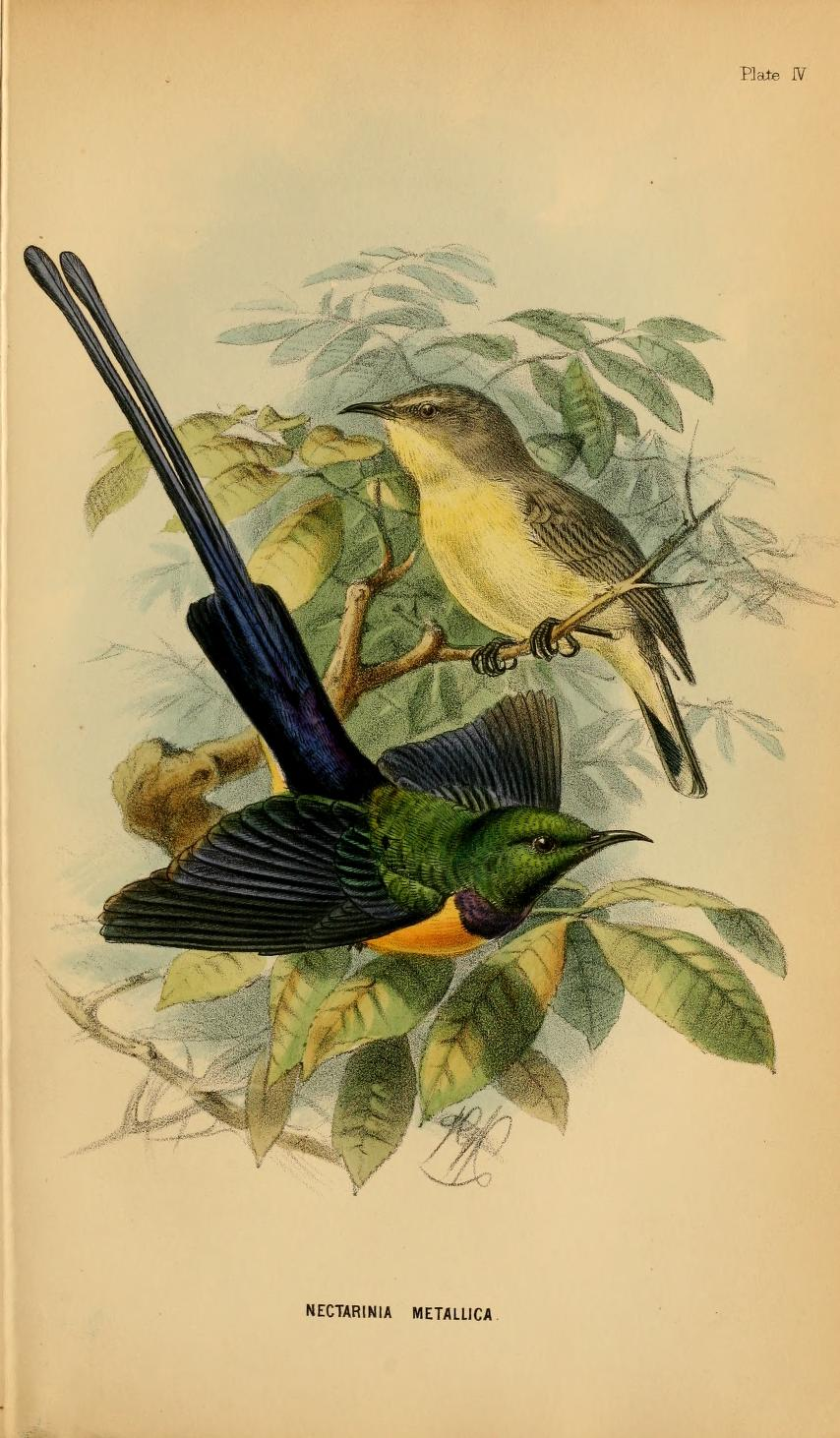
Довгохвості саїманги

Саїманга довгохвоста (Hedydipna metallica) — вид горобцеподібних птахів родини нектаркових (Nectariniidae). Мешкає на північному сході Африки та на півдні Аравійського півострова.

## Опис
Довжина птаха становить 9-10 см, з яких від 3 до 4 см припадає на хвіст. Довжина крила становить 53-55 мм, довжина дзьоба 10-12 см, довжина цівки 15 см. В негніздовий період самці і самиці мають подібне забарвлення. Верхня частина тіла у них сірувато-коричнева, хвіст і крила темно-коричневі, кінчик хвоста світлий, нижня частина тіла жовтувата. З початком сезону розмноження (зазвичай у лютому) самець довгохвостої саїманги набувє гніздового забарвлення. Центральні пера хвоста видовжуються і досягають 96-101 мм. Голова, шия, спина і покривні пера крил набувають зеленого металево-блискучого забарвлення. Гузка, надхвістя і смуга на шиї стають фіолетовими, металево-блискучими. Решта крила набуває чорного забарвлення, нижня частина тіла — жовтого. Дзьоб і лапи довгохвостих саїманг чорні, очі карі.

## Поширення і екологія
Довгохвості саманги поширені в долині Нілу в Єгипті, в Судані, Південному Судані, Еритреї, Ефіопії, Джибуті, Ємені, західному Омані і на південному заході Саудівської Аравії. В негніздовий період вони зустрічаються на південному сході Ефіопії та на півночі Сомалі. Вони живуть в саванах, сухих чагарникових заростях, на полях, луках, пасовиськах і в садах. Зустрічаються на висоті до 1600 м над рівнем моря, хоча були зафіксовані і на висоті 2200 м над рівнем моря.

## Поведінка
В Єгипті сезон розмноження триває в червні-липні. Гніздо має овальну форму з бічним входом, створюється з трав і корінців, розміщується поблизу води, на висоті 3-5 м над землею. В кладці 2-4 яйця розміром 20,5×11 мм. Вони мають білу з рожевуватим відтінком забарвлення, поцятковані дрібними червоними плямками і пурпурово-коричневими або сірими плямками. За сезон може вилупитися два виводки.